# World Archery
World Archery is de internationale sportfederatie voor het boogschieten.

## Geschiedenis
De organisatie werd opgericht onder de benaming Fédération Internationale de Tir à l'Arc (FITA) op 4 september 1931 in het (toenmalige) Poolse Lviv. Oprichtende landen waren: Zweden, Tsjecho-Slowakije, Frankrijk, Polen, de Verenigde Staten, Hongarije en Italië. Doel van de organisatie was reguliere kampioenschappen te starten en het boogschieten terug te krijgen op de Olympische Spelen (waar het sinds 1920 geen onderdeel meer was). Pas in 1972 werd boogschieten, mede dankzij de FITA, geherintroduceerd op de Zomerspelen.
In 1931 begon de organisatie met het houden van Wereldkampioenschappen Doel (target). Tot 1959 werden deze kampioenschappen jaarlijks gehouden, daarna tweejaarlijks. In dat jaar hield de FITA het eerste Wereldkampioenschappen Veld (field). Sinds 2006 organiseert de organisatie ook de World Cup.
Op 1 juli 2011 werd bekend dat de organisatie voortaan door het leven zou gaan als World Archery.

## Structuur
Huidig voorzitter is de Turk Uğur Erdener. Het hoofdkantoor is gevestigd in Lausanne. De organisatie is erkend door het Internationaal Olympisch Comité. Er zijn meer dan 150 nationale bonden bij aangesloten, waaronder de Koninklijke Belgische Federatie voor Handboogschieten en de Nederlandse Handboog Bond.
| Periode      | Voorzitters               |
| ------------ | ------------------------- |
| 1931         | Mieczysław Fularski       |
| 1931 - 1939  | Bronisław Pierzchała      |
| 1946 - 1949  | Paul Demare               |
| 1949 - 1957  | Henry Kjellson            |
| 1957 - 1961  | Oscar Kessels             |
| 1961 - 1977  | Inger Frith               |
| 1977 - 1989  | Francesco Gnecchi-Ruscone |
| 1989 - 2005  | James Easton              |
| 2005 - heden | Uğur Erdener              |